# Kalibening (Karanggayam)
Kalibening is een bestuurslaag in het regentschap Kebumen van de provincie Midden-Java, Indonesië. Kalibening telt 2649 inwoners (volkstelling 2010).